# Єндовський (Алексєєвський район)
Єндовський (рос. Ендовский) — хутір у Алексєєвському районі Волгоградської області Російської Федерації.
Населення становить 10 осіб. Входить до складу муніципального утворення Самолшинське сільське поселення.

## Історія
Хутір розташований у межах українського історичного та культурного регіону Жовтий Клин.
Згідно із законом від 31 грудня 2004 року № 988-ОД органом місцевого самоврядування є Самолшинське сільське поселення.

## Населення
| 2010 |
| ---- |
| 10   |